# 蓬贝鲁-迪里巴维泽拉
蓬贝鲁-迪里巴维泽拉是葡萄牙波尔图区的一个堂区。总面积4.61平方公里，总人口2142人，人口密度464.6人/平方公里。